# دهستان قلات
دهستان قلات یکی از دو دهستان بخش بیدشهر در شهرستان اوز، استان فارس است که در مهر ۱۳۹۸ براساس مصوبه هیئت وزیران ایران تشکیل شده‌است.
این دهستان به مرکزیت روستای قلات از ترکیب روستاهای قلات، اسلام‌آباد، کوره، دشت‌گلار، هیرم، گلار و دشت درگ در بخش بیدشهر ایجاد شده‌است.